# Arcidiocesi di Ottawa-Cornwall

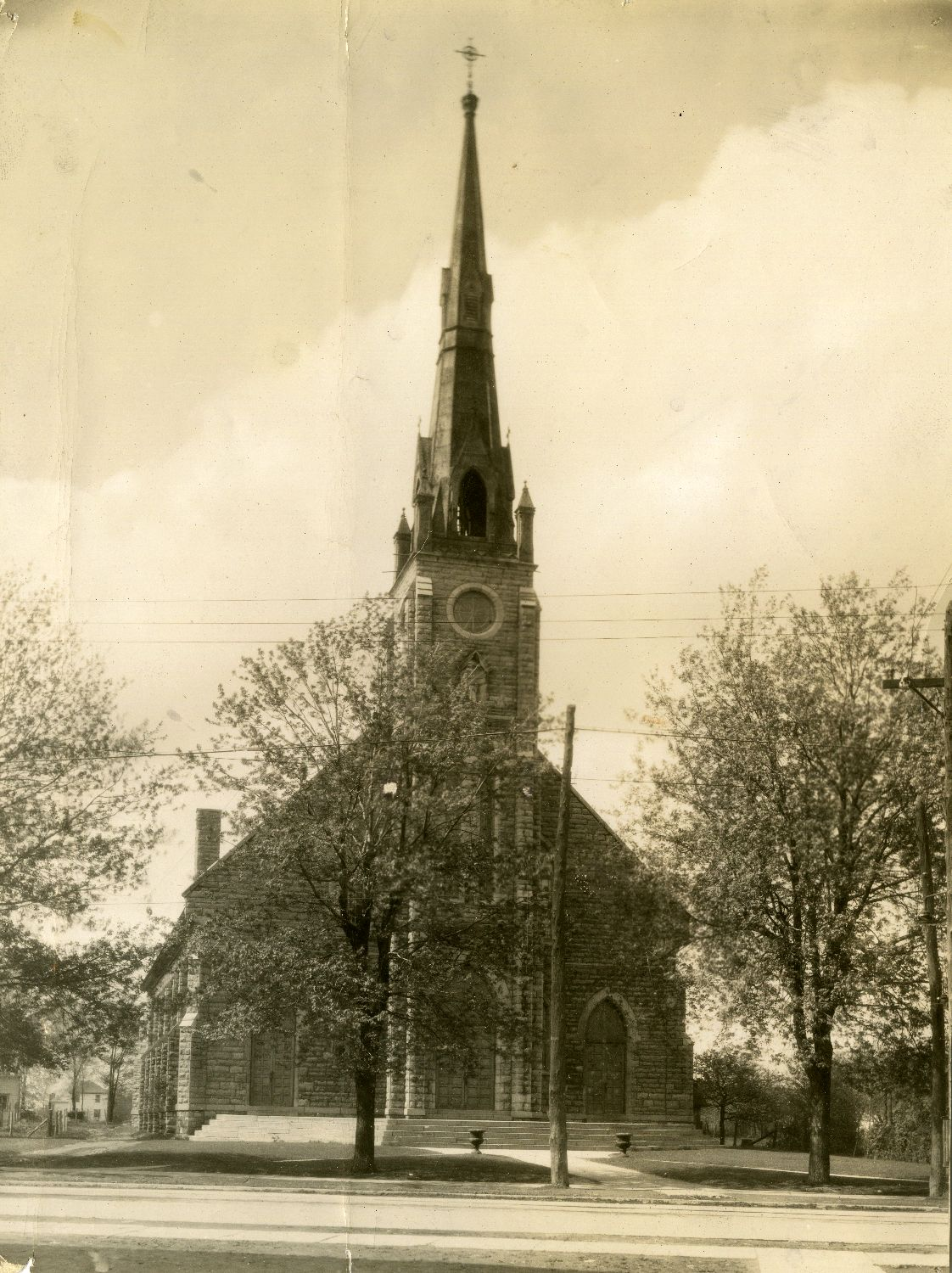
Antica immagine della concattedrale della Natività della Beata Vergine Maria di Cornwall.

L'arcidiocesi di Ottawa-Cornwall (in latino: Archidioecesis Ottaviensis-Cornubiensis) è una sede metropolitana della Chiesa cattolica in Canada. Nel 2021 contava 465.000 battezzati su 967.260 abitanti. È retta dall'arcivescovo Marcel Damphousse.

## Territorio
L'arcidiocesi comprende la città di Ottawa, parti delle contee di Lanark e di Prescott e Russell e le ex contee di Stormont e Glengarry in Ontario.
Sede arcivescovile è Ottawa, dove si trova la cattedrale di Nostra Signora (Notre-Dame). A Cornwall sorge la concattedrale della Natività della Beata Vergine Maria (Nativité de la Bienheureuse Vierge Marie). Ad Alexandria, nel comune di North Glengarry, si erge l'ex cattedrale di San Finnan (St. Finnan).
Il territorio è suddiviso in 128 parrocchie.
Prima dell'unione delle due sedi:
- il territorio di Ottawa si estendeva su 5.818 km² ed era suddiviso in 107 parrocchie.
- il territorio di Alexandria-Cornwall si estendeva su 1.290 km² ed era suddiviso 26 parrocchie, raggruppate in 4 decanati.

### Provincia ecclesiastica
La provincia ecclesiastica di Ottawa-Cornwall, istituita nel 1886 con il nome di Ottawa, comprende le seguenti suffraganee:
- la diocesi di Pembroke, eretta nel 1898, già vicariato apostolico di Pontiac dal 1882;
- la diocesi di Timmins, eretta nel 1916 con il nome di diocesi di Haileybury, già vicariato apostolico di Temiskaming dal 1908;
- la diocesi di Hearst-Moosonee, istituita nel 2018 dall'unione delle diocesi di Hearst, eretta nel 1938, e di Moosonee, eretta nel 1967.

## Storia

### Arcidiocesi di Ottawa
La diocesi di Bytown, antico nome di Ottawa, fu eretta il 25 giugno 1847 con il breve Ad prospiciendum facilius di papa Pio IX, ricavandone il territorio dalle diocesi di Kingston e di Montréal (oggi entrambe arcidiocesi). Originariamente era suffraganea dell'arcidiocesi di Québec.
Il 14 giugno 1860 assunse il nome di diocesi di Ottawa.
L'11 luglio 1882 cedette una porzione del suo territorio a vantaggio dell'erezione del vicariato apostolico di Pontiac (oggi diocesi di Pembroke).
L'8 giugno 1886 è stata elevata al rango di arcidiocesi metropolitana in forza del breve Supplicatum est Nobis di papa Leone XIII.
Il 21 aprile 1913, il 23 giugno 1951 e il 27 aprile 1963 ha ceduto porzioni del suo territorio a vantaggio dell'erezione rispettivamente delle diocesi di Mont-Laurier, di Saint-Jérôme (oggi unite) e di Hull (oggi arcidiocesi di Gatineau).

### Diocesi di Alexandria-Cornwall
La diocesi di Alexandria in America fu eretta il 21 gennaio 1890 con il breve In hac sublimi di papa Leone XIII, ricavandone il territorio dall'arcidiocesi di Kingston, di cui era suffraganea. Sede vescovile era la città di Alexandria (oggi parte del comune di North Glengarry), dove si trovava la cattedrale di San Finnan (St. Finnan).
Dopo che fu eretta la diocesi di Alexandria in Louisiana, il 15 novembre 1910 adottò la denominazione di diocesi di Alexandria in Ontario.
Il 17 settembre 1976 per effetto del decreto In dioecesis della Congregazione per l'evangelizzazione dei popoli assunse il nome di diocesi di Alexandria-Cornwall e contestualmente la chiesa della Natività della Beata Vergine Maria di Cornwall fu elevata al rango di concattedrale.
La diocesi si trovava nell'estrema parte orientale della provincia canadese dell'Ontario e comprendeva le ex contee di Stormont e Glengarry.

### Arcidiocesi di Ottawa-Cornwall
Il 13 gennaio 2016 l'arcivescovo di Ottawa Terrence Thomas Prendergast è stato nominato amministratore apostolico della diocesi di Alexandria-Cornwall; ne è divenuto vescovo il 27 aprile 2018, avendo papa Francesco unito in persona episcopi le due sedi.
Il 6 maggio 2020 l'arcidiocesi di Ottawa e la diocesi di Alexandria-Cornwall sono state unite in forza della bolla In nomine Iesu di papa Francesco; contestualmente la nuova circoscrizione ha assunto il nome attuale.

## Cronotassi dei vescovi
Si omettono i periodi di sede vacante non superiori ai 2 anni o non storicamente accertati.

### Sede di Ottawa
- Joseph-Eugène-Bruno Guigues, O.M.I. † (9 luglio 1847 - 8 febbraio 1874 deceduto)
- Joseph-Thomas Duhamel † (1º settembre 1874 - 5 giugno 1909 deceduto)
- Charles-Hugues Gauthier † (6 settembre 1910 - 19 gennaio 1922 deceduto)
- Joseph-Médard Émard † (2 giugno 1922 - 28 marzo 1927 deceduto)
- Joseph-Guillaume-Laurent Forbes † (29 gennaio 1928 - 22 maggio 1940 deceduto)
- Alexandre Vachon † (22 maggio 1940 succeduto - 30 marzo 1953 deceduto)
- Marie-Joseph Lemieux, O.P. † (29 giugno 1953 - 24 settembre 1966 nominato nunzio apostolico ad Haiti[6])
- Joseph-Aurèle Plourde † (2 gennaio 1967 - 27 settembre 1989 ritirato)
- Marcel André Joseph Gervais † (27 settembre 1989 succeduto - 14 maggio 2007 ritirato)
- Terrence Thomas Prendergast, S.I. (14 maggio 2007 - 6 maggio 2020 nominato arcivescovo di Ottawa-Cornwall)

### Sede di Alexandria-Cornwall
- Alexander Macdonell † (18 luglio 1890 - 30 maggio 1905 deceduto)
- William Andrew Macdonell † (21 marzo 1906 - 17 novembre 1920 deceduto)
- Félix Couturier, O.P. † (28 giugno 1921 - 27 luglio 1941 deceduto)
- Rosario L. Brodeur † (27 luglio 1941 succeduto - 15 ottobre 1966 dimesso[7])
- Joseph Adolphe Proulx † (28 aprile 1967 - 13 febbraio 1974 nominato vescovo di Hull)
- Eugène Philippe LaRocque † (24 giugno 1974 - 27 aprile 2002 ritirato)
- Paul-André Durocher (27 aprile 2002 - 12 ottobre 2011 nominato arcivescovo di Gatineau)
- Marcel Damphousse (28 giugno 2012 - 12 novembre 2015 nominato vescovo di Sault Sainte Marie)
  - Sede vacante (2015-2018)[8]
- Terrence Thomas Prendergast, S.I. (27 aprile 2018 - 6 maggio 2020 nominato arcivescovo di Ottawa-Cornwall)

### Sede di Ottawa-Cornwall
- Terrence Thomas Prendergast, S.I. (6 maggio 2020 - 4 dicembre 2020 ritirato)
- Marcel Damphousse, succeduto il 4 dicembre 2020

## Statistiche
L'arcidiocesi nel 2021 su una popolazione di 967.260 persone contava 465.000 battezzati, corrispondenti al 48,1% del totale.
| anno                           | popolazione | popolazione | popolazione | presbiteri | presbiteri | presbiteri | presbiteri                | diaconi | religiosi | religiosi | parrocchie |
| anno                           | battezzati  | totale      | %           | numero     | secolari   | regolari   | battezzati per presbitero | diaconi | uomini    | donne     | parrocchie |
| ------------------------------ | ----------- | ----------- | ----------- | ---------- | ---------- | ---------- | ------------------------- | ------- | --------- | --------- | ---------- |
| arcidiocesi di Ottawa          |             |             |             |            |            |            |                           |         |           |           |            |
| 1950                           | 241.000     | 380.000     | 63,4        | 689        | 273        | 416        | 349                       |         | 1.118     | 1.942     | 132        |
| 1966                           | 210.455     | 360.000     | 58,5        | 560        | 204        | 356        | 375                       |         | 495       | 1.630     | 105        |
| 1970                           | 199.985     | 249.530     | 80,1        | 666        | 196        | 470        | 300                       |         | 680       | 1.634     | 98         |
| 1976                           | 261.545     | 516.945     | 50,6        | 443        | 172        | 271        | 590                       | 1       | 409       | 1.375     | 100        |
| 1980                           | 285.900     | 575.000     | 49,7        | 420        | 166        | 254        | 680                       | 9       | 393       | 1.252     | 100        |
| 1990                           | 350.000     | 677.000     | 51,7        | 371        | 149        | 222        | 943                       | 13      | 326       | 1.047     | 112        |
| 1999                           | 402.305     | 805.610     | 49,9        | 341        | 162        | 179        | 1.179                     | 40      | 233       | 886       | 113        |
| 2000                           | 402.305     | 805.610     | 49,9        | 334        | 167        | 167        | 1.204                     | 49      | 215       | 871       | 113        |
| 2001                           | 402.305     | 805.610     | 49,9        | 347        | 172        | 175        | 1.159                     | 47      | 217       | 859       | 113        |
| 2002                           | 402.305     | 812.305     | 49,5        | 264        | 162        | 102        | 1.523                     | 50      | 149       | 830       | 113        |
| 2003                           | 402.305     | 812.305     | 49,5        | 272        | 170        | 102        | 1.479                     | 51      | 142       | 848       | 113        |
| 2004                           | 392.635     | 812.305     | 48,3        | 279        | 177        | 102        | 1.407                     | 60      | 147       | 848       | 111        |
| 2013                           | 428.000     | 892.000     | 48,0        | 282        | 115        | 167        | 1.517                     | 86      | 183       | 582       | 107        |
| 2016                           | 441.798     | 922.014     | 47,9        | 283        | 116        | 167        | 1.561                     | 86      | 180       | 495       | 107        |
| 2019                           | 458.200     | 956.200     | 47,9        | 219        | 116        | 103        | 2.092                     | 91      | 115       | 445       | 107        |
| diocesi di Alexandria-Cornwall |             |             |             |            |            |            |                           |         |           |           |            |
| 1950                           | 42.300      | 63.500      | 66,6        | 50         | 43         | 7          | 846                       |         | 36        | 212       | 29         |
| 1959                           | 48.000      | 69.100      | 69,5        | 61         | 46         | 15         | 786                       |         | 70        | 240       | 33         |
| 1965                           | ?           | 77.081      | ?           | 75         | 54         | 21         | ?                         |         | 35        | 252       | 32         |
| 1970                           | 55.000      | 78.200      | 70,3        | 62         | 51         | 11         | 887                       |         | 17        | 220       | 30         |
| 1976                           | 51.989      | 78.731      | 66,0        | 56         | 47         | 9          | 928                       |         | 20        | 156       | 31         |
| 1980                           | 45.829      | 81.541      | 56,2        | 46         | 38         | 8          | 996                       | 1       | 18        | 131       | 34         |
| 1990                           | 56.500      | 88.000      | 64,2        | 48         | 42         | 6          | 1.177                     | 10      | 16        | 94        | 34         |
| 1999                           | 56.050      | 87.388      | 64,1        | 36         | 36         |            | 1.556                     | 16      | 4         | 65        | 34         |
| 2000                           | 56.050      | 87.388      | 64,1        | 45         | 35         | 10         | 1.245                     | 18      | 10        | 66        | 34         |
| 2001                           | 56.050      | 87.388      | 64,1        | 43         | 34         | 9          | 1.303                     | 18      | 17        | 61        | 34         |
| 2002                           | 56.050      | 87.388      | 64,1        | 49         | 39         | 10         | 1.143                     | 16      | 14        | 55        | 34         |
| 2003                           | 56.050      | 87.388      | 64,1        | 46         | 37         | 9          | 1.218                     | 16      | 13        | 55        | 34         |
| 2004                           | 56.050      | 87.383      | 64,1        | 45         | 36         | 9          | 1.245                     | 16      | 13        | 32        | 32         |
| 2006                           | 55.675      | 87.500      | 63,6        | 47         | 40         | 7          | 1.184                     | 17      | 11        | 24        | 31         |
| 2012                           | 56.600      | 91.000      | 62,2        | 44         | 32         | 12         | 1.286                     | 9       | 26        | 22        | 27         |
| 2015                           | 57.400      | 100.800     | 56,9        | 37         | 34         | 3          | 1.551                     | 18      | 3         | 20        | 28         |
| 2018                           | 64.780      | 104.200     | 62,2        | 29         | 27         | 2          | 2.233                     | 16      | 2         | 20        | 26         |
| arcidiocesi di Ottawa-Cornwall |             |             |             |            |            |            |                           |         |           |           |            |
| 2020                           | 458.575     | 953.906     | 48,1        | 355        | 159        | 196        | 1.292                     | 109     | 201       | 461       | 129        |
| 2021                           | 465.000     | 967.260     | 48,1        | 250        | 144        | 106        | 1.860                     | 108     | 113       | 425       | 128        |